# Cours du soir (film)
Pour les articles homonymes, voir Cours du soir.

Cours du soir est un court métrage français réalisé par Nicolas Ribowski en 1967.

## Synopsis
Tati, professeur en gags, explique à des élèves un peu bornés les règles élémentaires du comique, démonstrations à l'appui.

## Fiche technique
- Titre : Cours du soir
- Réalisation : Nicolas Ribowski
- Scénario : Jacques Tati
- Image : Jean Badal
- Musique : Léo Petit
- Production : Specta-Films
- Genre : court métrage de comédie
- Durée : 26 minutes
- Date de sortie : 1967

## Distribution
- Jacques Tati
- Alain Fayner
- Marc Monjou

## Anecdotes
Ce court métrage a été tourné pendant les moments creux sur le tournage de Playtime, dans les décors du film principalement et avec des membres de l'équipe du film. Tati y reprend certaines imitations de ses Impressions sportives, le spectacle de music-hall qu'il avait monté avant se tourner vers le cinéma et qu'il reprendra également dans son dernier long-métrage, Parade.